# Dubrowka (Kaliningrad, Selenogradsk)
Dubrowka (russisch Дубровка, deutsch Regehnen) ist ein Ort in der Oblast Kaliningrad. Er gehört zur kommunalen Selbstverwaltungseinheit Stadtkreis Selenogradsk im Rajon Selenogradsk.

## Geographische Lage
Dubrowka liegt 26 Kilometer nordwestlich der Oblasthauptstadt Kaliningrad (Königsberg) und sieben Kilometer südlich der Ostseestadt Pionerski (Neukuhren) an einer Nebenstraße, die Gorkowskoje (Watzum) an der russischen Fernstraße A 192 (hier Teilstück der früheren deutschen Reichsstraße 143) mit Listopadowka (Bärholz) verbindet und weiter bis zur Ortsstelle des untergegangenen Dorfes Thierenberg (russisch: Dunajewka) führt. Die nächste Bahnstation ist Romanowo (Pobethen), bis 1945 Watzum-Pobethen genannt, an der Bahnstrecke Kaliningrad–Swetlogorsk (Königsberg–Rauschen), der ehemaligen Samlandbahn.

## Geschichte
Das bis 1946 Regehnen genannte Dorf wurde 1387 gegründet. Im Jahre 1874 wurde es in den neu errichteten Amtsbezirk Woytnicken (russisch: Wolodino, nicht mehr existent) eingegliedert, der zum Landkreis Fischhausen (1939 bis 1945 Landkreis Samland) im Regierungsbezirk Königsberg der preußischen Provinz Ostpreußen gehörte.
Nach der Auflösung des Deutschen Ritterordens im Jahr 1525 verlieh Herzog Albrecht von Preußen als letzter Hochmeister die Ordensgebiete als Eigentum an Ritter und treue Gefolgsleute. Als Gegenleistung hatten diese die Verpflichtung mit zwei vollständig ausgerüsteten Reitern Kriegsfolge zu leisten. Dem Getreuen Peter Kischnick wurde zudem das Schulzenamt übertragen. Seit 1884 gab es eine eigene Schule, die der Lehrer Adolf Neumann bis 1892 leitete. Ab 1911 war Emil Plötz (* 27. November 1884) dort als Lehrer tätig, der 1965 die Ortschronik Kurze Dorfgeschichte der Gemeinde Regehnen verfasste.
Am 27. November 1908 vergrößerte sich die Landgemeinde Regehnen um das Gut Tolklauken (russisch: Kalinowo), das aus dem Amtsbezirk Sankt Lorenz (russisch: Salskoje) nach hier umgegliedert wurde. Im Jahr 1910 zählte die Landgemeinde Regehnen insgesamt 188 Einwohner. Im Jahr 1911 lebten in der Gemeinde 65 Familien, darunter 2 Gutsbesitzer, 10 Bauern, 5 Handwerker, 43 Landarbeiter, 3 Freiarbeiter, und je eine Häusler- und Beamtenfamilie, mit rund 300 Personen.
Am 30. September 1928 wurden die beiden Gutsbezirke Kalthof (russisch: Roschkowo, nicht mehr existent) und Watzum (Gorkowskoje) nach Regehnen eingemeindet. Die Einwohnerzahl stieg bis 1933 auf 478 und betrug 1939 bereits 501, verteilt auf 102 Familien. Als Umgangssprache zwischen den Bewohnern wurde samländisches Platt gesprochen, die Amtssprache war Hochdeutsch. Bereits im Oktober 1944 kamen Flüchtlinge aus Ostpreußen in die Gemeinde. Am 2. Februar wurde sie von der Wehrmacht zu Kampfgebiet erklärt und die Einwohner wurden zum Verlassen des Gebiets aufgefordert. Auf ihrem Weg in Richtung Pillau kamen viele von ihnen ums Leben. Am 14. April 1945 wurde das Gemeindegebiet von russischen Truppen erobert. Im Juni 1945 wurden alle verbliebenen deutschen Bewohner nach Tolklauken verlegt, in den Jahren 1947 bis 1948 verließen alle deutschen das samländische Gebiet.
Infolge des Zweiten Weltkrieges kam Regehnen innerhalb des nördlichen Ostpreußene zur Sowjetunion. Im Jahr 1950 erhielt der Ort die russische Bezeichnung „Dubrowka“ und wurde gleichzeitig dem Dorfsowjet Romanowski selski Sowet im Rajon Primorsk zugeordnet. Von 2005 bis 2015 gehörte Dubrowka zur Landgemeinde Kowrowskoje selskoje posselenije und seither zum Stadtkreis Selenogradsk.

## Kirche
Die bis 1945 überwiegend evangelische Bevölkerung Regehnens war in das Kirchspiel der Pfarrkirche in Pobethen (heute russisch: Romanowo) eingegliedert und gehörte zum Kirchenkreis Fischhausen (Primorsk) innerhalb der Kirchenprovinz Ostpreußen der Kirche der Altpreußischen Union. Heute liegt Dubrowka im Einzugsbereich der evangelisch-lutherischen Auferstehungskirche in Kaliningrad (Königsberg) in der Propstei Kaliningrad der Evangelisch-lutherischen Kirche Europäisches Russland.